# Villiers-en-Bois
Villiers-en-Bois – miejscowość i gmina we Francji, w regionie Nowa Akwitania, w departamencie Deux-Sèvres.
Według danych na rok 2019 gminę zamieszkiwało 121 osób.